# Walid Soliman
Walid Soliman es un escritor, ensayista y traductor nacido en 1975 en Túnez.
Es un innovador y original escritor tunecino. Además su conocimiento de idiomas lo ha convertido en una figura prominente dentro de la cultura tunecina. Ha traducido al árabe a Jorge Luis Borges, Charles Baudelaire, Gabriel García Márquez y Mario Vargas Llosa, entre otros...